# Kristallkopf
Der Kristallkopf ist ein 3160 m ü. A. hoher Berggipfel der Schobergruppe an der Grenze zwischen Osttirol und Kärnten. Der Kristallkopf wurde erstmals am 2. August 1895 von Lothar Patéra bestiegen.

## Lage
Der Kristallkopf liegt im nördlichen Zentrum der Schobergruppe an der Gemeindegrenze zwischen Kals am Großglockner (Osttirol) und Heiligenblut am Großglockner (Kärnten). Seine Wände fallen nordostseitig steil ins Tramerkar ab, südwestseitig brechen die Grate auf die hochgelegenen Bergstufen der Lesachalm ab. Benachbarte Gipfel sind der Rote Knopf (3281 m ü. A.) im Süden und der Ruiskopf (2309 m ü. A.) im Norden. Vom Roten Knopf wird der Kristallkopf durch die Hohe Scharte (3084 m ü. A.) getrennt, im Norden markiert die Kristallscharte (3084 m ü. A.) den Übergang zum Ruiskopf. Südöstlich des Kristallkopfs zwischen dem Nordostgrat des Roten Knopfs sowie dessen Ostgrat liegt ausgerichtet nach Nordosten ein unbenannter Gletscher; die Gletscher an den Südwestflanken des Kristallkopfs sind nahezu abgeschmolzen. Westlich des Kristallkopfs liegt das Tal des Ruisbachs, östlich befindet sich der Ursprung des Gössnitzbachs sowie die Elberfelder Hütte.

## Aufstiegsmöglichkeiten
Der Normalweg auf den Kristallkopf führt von der Lesachalmhütte oder der Elberfelder Hütte auf die Kristallscharte. Von hier erklimmt man den Kristallkopf über einen schuttbeladenen Bergrücken, wobei der Gipfelgrat rund 200 Meter vor dem höchsten Punkt leichte Kletterstellen aufweist (I). Der alternative Anstieg über den Südostgrat erfolgt von der Hohen Scharte und weist eine höhere Schwierigkeit auf (II). Ebenso ist eine Überschreitung von Kristallkopf und Rotem Knopf (II-III) sowie ein Aufstieg aus dem Tramerkar über die Nordostwand (III+) möglich.